# Clifton James
George Clifton James, född 29 maj 1920 i Spokane i Washington, död 15 april 2017 i Gladstone i Clackamas County i Oregon, var en amerikansk skådespelare.

## Biografi
Clifton James blev mest känd för rollen som Sheriff J.W. Pepper i James Bond-filmerna Leva och låta dö (1973) och Mannen med den gyllene pistolen (1974). Han har främst blivit ihågkommen för sina komiska och i många fall klumpiga roller. Han var framförallt populär på 1970- och 1980-talen.[källa behövs]

## Filmografi
- 1957 – Den utstötte
- 1973 – Leva och låta dö
- 1974 – Mannen med den gyllene pistolen
- 1976 – Chicago-expressen
- 1990 – Fåfängans fyrverkeri

## Teater

### Roller
| År   | Roll             | Produktion              | Regi       | Teater                        |
| ---- | ---------------- | ----------------------- | ---------- | ----------------------------- |
| 1958 | First Roustabout | J.B. Archibald MacLeish | Elia Kazan | ANTA Playhouse, New York, USA |